# Флаг Урмарского района
Флаг Урма́рского района — официальный символ муниципального образования Урмарский район Чувашской Республики Российской Федерации.
Флаг утверждён 11 июня 2009 года и внесён в Государственный геральдический регистр Российской Федерации с присвоением регистрационного номера 5607.

## Описание
«Прямоугольное полотнище с отношением ширины к длине 2:3, воспроизводящее композицию герба Урмарского района в зелёном и жёлтом цветах».
Геральдическое описание герба гласит: «В зелёном поле золотой человек-хмель в виде листа хмеля, подобного человеческому лицу, на прямом стебле, процветшем внизу двумя ростками и имеющем посередине два отходящих от него веерообразно коротких отростка, завершённых шишками хмеля».

## Обоснование символики
Флаг составлен на основании герба Урмарского района, по правилам и соответствующим традициям вексиллологии, и отражает исторические, культурные, социально-экономические, национальные и иные местные традиции.
Идея флага — показать духовное богатство, красоту родного края.
С глубокой древности человек осознавал себя частью природы и часто обожествлял её. По верованиям многих народов все в природе было живым: ветер, дерево, дождь, небо, солнце. Люди понимали, что живут благодаря природе и за счёт жизни растений и животных. Поэтому чуваши также всегда бережно относились к природе. При этом отношение к природе как к частице самого Творца, предполагало и соответствующее отношение к ней.
В старину улицы деревень были чисты и покрыты невысокой травой. Родники (чувашское слово салкус — в переводе на русский означает «глаза спасителя») бережно ухаживались, не допускалось их засорение. Улицы подметались. По рассказам стариков, подметались подъездные пути, и даже тропинки в лесу. По поверьям чувашей, змея жалит того, кто неосторожно топчет траву.
Поэтому в народном творчестве звучали очеловеченные образы родины, родной природы: дуб-батюшка, Адыл-атте, белая черёмуха в девичьем наряде, родник — «глаз спасителя». И сегодня мы приходим к пониманию, что патриотизм — это, прежде всего любовь к родной природе, ибо на ней-то и основывается любовь к родине.
Изображение листа хмеля, похожего на человеческое лицо, глаза которого символизируют родники, а также две реки — Средний и Малый Аниш, по своей композиции в целом воспринимается как растущее дерево — «Древо жизни» — древний символ чувашского народа, устремлённое в светлое будущее.
Жители, проживающие в этом крае, богатом природными дарами, издавна занимались земледелием, хмелеводством.
Пиво — это один из самых древних напитков на земле. Ритуально приготовленное пиво выступает непременным атрибутом любой чувашской церемонии, а чем богаче традиции, тем духовно богаче народ.
Изображение хмеля также присутствует в гербе Чувашской Республики.
Богатство растительного мира нашло отражение на флаге зелёным цветом полотнища.
Жёлтый цвет листа хмеля повторяет цвет Государственного флага Чувашии.